# トロール (2022年の映画)
『トロール』（Troll）は、ローアル・ユートハウグ監督の2022年のノルウェーの映画。 
ノルウェーの山で目覚めたトロールを止め、大災害を起こすのを防ぐために奮闘する古生物学者たちの姿を描く。
2022年12月1日にNetflixで世界配信された。

## あらすじ
幼い頃、ノラ・ティデマンの父トビアスは、彼女にトロールの神話と地元の山の起源を教える。
数年後、山をトンネルで掘削する作業で事故が起こり、作業員や抗議者が何人も死亡する。答えを求めるノルウェー政府は、古生物学者となったノラを含むさまざまな科学者を採用し原因を調査する。集められた科学者たちは当初、事故の原因は鉱山労働者がメタンのポケットにぶつかったためだと考えていたが、ノラと首相補佐官のアンドレアス・イサクセンだけは、そこに足跡と思われる大きなものがあることを指摘する。首相はノルウェー軍の兵士クリス・ホルム大尉と共にその可能性をさらに調査することを許可するが、数マイル離れた場所で老夫婦の家が引き裂かれる第2の事件が発生する。
ノラは原因に心当たりを覚え、ノラの父トビアスの元へ向かう。トビアスはトロールの実在を主張し、精神病院に入れられていた過去があった。トビアスは山中を探索した結果、地形の異常を突き止め、4人は偶然にも山肌にカモフラージュして眠っていたトロールを呼び覚ましてしまう。そして、ノラの説を証明する最初の映像を撮影し、彼らは脱出する。
軍は強硬策を主張しトロールを攻撃するが全く歯が立たない。トロールは伝承通りにキリスト教徒の血の匂いをかぎ分け、隠れていた兵士を捕食する。トビアスはトロールの説得を試み、トロールはその言葉に耳を傾けるかに見えた。しかし残っていた戦車がトロールを攻撃、トロールが戦車を破壊する際の騒動でトビアスは致命傷を負う。トビアスはノラに謎めいた言葉を残して息絶えた。
ノラは伝承に登場するトロールが実在していたと確信し、伝承にその解決策を求める。遊園地に出現したトロールに対し、トロールが嫌うとされる教会の鐘を吊り下げたヘリコプターで撃退を試みる。しかし最初こそ嫌がっていたトロールだが反撃に転じヘリを撃墜。しかしヘリの墜落に巻き込まれそうになった子供を救うという行動も見せる。
トロールの出現が世界的なニュースになる中、ノラは軍から離れアンドレアスとともに解決策を探す。首都オスロに迫るトロールに対し軍は最終手段として核ミサイル攻撃を検討し始める。
首都を目指すトロールの目的は何なのか、ノラはトロールを止める方法を見つけられるのか…

## キャスト
※括弧内は日本語吹替。
- ノラ・ティーディマン教授：アイネ・マリー・ウィルマン（佐古真弓）
- アンドレアス・イサクセン首相補佐官：キム・ファルク（内田夕夜）
- クリストファー・ホルム大尉：マッズ・ショーガード・ペッターセン（小松史法）
- トビアス・ティーディマン：ガード・B・アイズヴォルド（大塚芳忠）
- ベリット・モベルク首相：アネケ・フォン・デア・リッペ（塩田朋子）
- フレデリック・マルクセン国防相：フリチョフ・ソーハイム（志村知幸）
- スヴェレ・ルンデ国防長官：デニス・ストーホイ（佐々木勝彦）
- シグリッド・ホドネ：カロリーネ・ヴィクトリア・スレッテン・ガルバン（菊永あかり）
- アミール：ユスフ・トゥーシュ・イブラ
- リカード・シンディング長官：ビャルネ・イェルデ（牛山茂）
- デヴィッド・セコード博士：ビリー・キャンベル（橋本しんめい）
- モラー教授：ジョン・ケティル・ヨンセン

## スタッフ
- 監督：ロアール・ユートハウグ
- 脚本：エスペン・アウカン
- 製作総指揮：エスペン・サンドベリ
- 音楽：ヨハンネス・リンゲン

## 音楽
Johannes Ringen が作曲した音楽には、ノルウェイ人作曲家、グリーグの「ペール・ギュント」の「山の魔王の宮殿にて」のモチーフが何度もとりあげられている。この「魔王」はノルウェー語で「Dovregubben」、つまり「ドヴレ山の王」という意味で、この映画のトロールたちのことを指している。